# Fataki Kiza
Fataki Kiza (ur. 15 czerwca 1994 w Bużumburze) – burundyjski piłkarz grający na pozycji lewego obrońcy. W swojej karierze rozegrał 18 meczów w reprezentacji Burundi.

## Kariera klubowa
Swoją karierę Kiza rozpoczął w klubie LLB Académic FC. W sezonie 2012/2013 zadebiutował w jego barwach w burundyjskiej pierwszej lidze. W sezonie 2013/2014 sięgnął z nim po dublet - mistrzostwo i Puchar Burundi, a w sezonie 2014/2015 został wicemistrzem kraju. W 2015 roku przeszedł do Vital’O FC, gdzie grał do końca swojej kariery, czyli do 2019 roku. W sezonie 2015/2016 wwywalczył z nim mistrzostwo, a w 2018 roku Puchar Burundi.

## Kariera reprezentacyjna
W reprezentacji Burundi Kiza zadebiutował 5 marca 2014 roku w zremisowanym 1:1 towarzyskim meczu z Rwandą. Od 2014 do 2017 wystąpił w kadrze narodowej 18 razy.